# Религия на Майотте
Религия на Майотте — совокупность религиозных верований, присущих населению этого острова. По разным данным от 95 до 98 % населения Майотты является мусульманами. Ислам появился на острове вместе арабскими и персидскими переселенцами в то время как африканские и малагасийские переселенцы принесли оттенок анимизма. Ислам на Майотте считается умеренным, открытым и терпимым, поэтому остров никогда не испытывал серьезных религиозных конфликтов. Христианство на острове распространилось в колониальный период и является религией меньшинства. Около 3% населения острова христиане, преимущественно католики.

## Ислам
Ислам начал распространяться на Майотте вместе с арабскими и персидскими торговцами, которые переселялись на остров. В XII веке остров попал под власть мусульманского султаната Килвы. Позднее на острове существовал султанат Маоре или Маути. Попытка португальцев обосноваться на острове в XVI веке потерпела неудачу из-за сопротивления местного мусульманского населения. До XIX века Майотта находилась под властью соседних мусульманских султанатов. В 1836 году был образован султанат Майотта. В 1843 году Майотта стала протекторатом Франции. 
По разным данным от  95 до 98% жителей острова исповедуют ислам. 
С шести лет, многие дети посещают параллельно мусульманские религиозные школы и общеобразовательные начальные школы республики. Однако совместное посещение школ теряет свою популярность из-за роста культурного влияния Франции и французских СМИ на жителей Майотты. Таким образом, медресе становится все менее посещаемыми местными жителями.

## Христианство
Христианство на Майотте впервые появилось в XVI веке вместе с португальскими колонизаторами. Массово христианство начало распространяться на острове после перехода Майотты под протекторат Франции в XIX веке.
Католическая община является религиозным меньшинством на Майотте. Она составляет по разным данным от 4000 до 6000 человек. На острове есть только один приход с двумя местами поклонения: церковь Богоматери из Фатимы в Мамуцу и церковь Святого Михаила в Дзаудзи. На острове нет своей епархии, католики Майотты относятся к епархии Коморских островов. 
1 мая 2010 года Папа Римский Бенедикт XVI утвердил на острове Апостольский викариата. В настоящее время апостольским викария Майотты является Чарльз Мухазу Ява.
Католикам на Майотте, властями острова запрещено звонить в колокол перед мессами, как это делается в других местах.